# 소포스
소포스 그룹(Sophos Group plc)은 영국의 보안 소프트웨어 및 하드웨어 기업이다. 소포스는 통신 종단점, 암호화, 네트워크 보안, 전자우편, 모바일 보안, 통합 위협 관리를 위한 제품들을 개발한다. 소포스는 주로 기업 대상의 보안 소프트웨어 제공을 목표로 하고 있지만 제품 기능 시연을 목적으로 가정용 사용자를 대상으로 무료 바이러스 검사 소프트웨어(소포스 홈, Sophos Home)를 제공하기도 한다. 런던 증권거래소에 상장되어 있으며 FTSE 250 지수를 구성한다.
주요 제품으로는 엔드포인트/서버 백신인 'Intercept X' 와 차세대 방화벽 'XGS Firewall', 보안관제 서비스인 'Sophos MTR(Managed Threat Response'가 있으며, 모든 보안 제품들을 단일 클라우드 플랫폼 'Sophos Central'에서 통합 관리할 수 있다는데에 장점이 있다.

## 역사
소포스는 Jan Hruska, Peter Lammer에 의해 설립되었으며 1985년 최초 바이러스 검사, 암호화 제품 생산을 시작했다. 1980년대 말 중에, 그리고 1990년대 들어 소포스는 주로 영국에서 일정한 범위의 보안 기술을 개발하고 판매하였는데, 여기에는 대부분의 사용자(개인 및 비즈니스)가 사용할 수 있는 암호화 도구가 포함된다. 1990년대 말에 소포스는 안티바이러스 기술의 개발 및 판매에 노력을 더했으며 국제 확장 계획을 이행하였다.
현재 150개국 50만 이상의 고객사를 보유하고 있으며, 약 1억명 이상의 사용자가 Sophos를 이용하고 있다. Endpoint 보안 및 Network 보안 분야의 업계 리더로, 현재는 세계에서 가장 크고 빠르게 성장중인 MDR 서비스 업체로 평가받고 있다.
2021년 '엔드포인트 보호' 분야에 있어 Gartner Peer Insights 고객사 평가 4.8점을 기록하여 'Customer's Choice'에 선정되었으며, 이어 2022년 '네트워크 방화벽' 분야에도 모든 보안 벤더 중 가장 높은 평가를 받으며 1위를 기록하였다.

## 같이 보기
- 바이러스 검사 소프트웨어
- 바이러스 검사 소프트웨어 비교
- 암호학